# Episodi di A tutto reality - La vendetta dell'isola
Questa è la lista degli episodi di A tutto reality - La vendetta dell'isola, la quarta serie del franchise A tutto reality. La serie, composta da 13 episodi della durata di 22 minuti ciascuno, viene trasmessa in Canada dal 5 gennaio 2012 su Teletoon, e in Italia dal 9 gennaio su K2. A differenza delle stagioni precedenti, l'audio e il video delle puntate sono stati velocizzati.
| nº | Titolo originale                       | Titolo italiano                       | Prima TV Canada  | Prima TV Italia  |
| -- | -------------------------------------- | ------------------------------------- | ---------------- | ---------------- |
| 1  | Bigger! Badder! Brutal-er!             | Più grande! Più cattiva! Più brutale! | 5 gennaio 2012   | 9 gennaio 2012   |
| 2  | Truth or Laser Shark                   | Il gioco della verità                 | 12 gennaio 2012  | 9 gennaio 2012   |
| 3  | Ice Ice Baby                           | Il grande freddo                      | 19 gennaio 2012  | 11 gennaio 2012  |
| 4  | Finders Creepers                       | Una notte di terrore                  | 26 gennaio 2012  | 16 gennaio 2012  |
| 5  | Backstabbers Ahoy!                     | Traditore in vista                    | 2 febbraio 2012  | 17 gennaio 2012  |
| 6  | Runaway Model                          | Modella in fuga                       | 9 febbraio 2012  | 23 gennaio 2012  |
| 7  | A Mine is a Terrible Thing to Waste    | La miniera delle terribili scorie     | 16 febbraio 2012 | 29 gennaio 2012  |
| 8  | The Treasure Island of Dr. Maclean     | Il tesoro del dottor MacLean          | 23 febbraio 2012 | 31 gennaio 2012  |
| 9  | Grand Chef Auto                        | Bersagli e Go-Kart                    | 1º marzo 2012    | 13 febbraio 2012 |
| 10 | Up, Up and Away in My Pitiful Balloon  | Sfida in mongolfiera                  | 8 marzo 2012     | 20 febbraio 2012 |
| 11 | Eat, Puke and Be Wary                  | Mangia, vomita e non ti fidare!       | 22 marzo 2012    | 27 febbraio 2012 |
| 12 | The Enchanted Franken-Forest           | La foresta degli animali mutanti      | 29 marzo 2012    | 5 marzo 2012     |
| 13 | Brain vs. Brawn: The Ultimate Showdown | Il gran finale!                       | 12 aprile 2012   | 12 marzo 2012    |

## Più grande! Più cattiva! Più brutale!
- Titolo originale: Bigger! Badder! Brutal-er!

### Trama
Vengono introdotti 13 nuovi concorrenti: Anne Maria, B, Brick, Cameron, Dakota, Dawn, Jo, Lightning, Mike, Sam, Scott, Staci, Zoey. La stagione è ambientata di nuovo al campo Wawanakwa, che è diventata una discarica nucleare e gli animali che vi abitano hanno subito massicce mutazioni. Le due squadre sono chiamate Ratti Tossici e Larve Mutanti. I Ratti Tossici sono composti da Lightning, Scott, Dawn, B, Sam, Dakota e Staci. Le Larve Mutanti sono composte da Anne Maria, Cameron, Mike, Zoey, Brick e Jo. La prima sfida consiste nel spostare un totem su una pedana nel campo base, prima che esso esploda. A un certo punto della sfida, con le Larve in difficoltà, Mike sembra cambiare personalità: dice di essere Chester, un anziano brontolone. Ritorna in pieno possesso della sua personalità originale quando vede Zoey in pericolo, salvandola. Intanto, Owen avverte Chris che lo yacht con gli altri vecchi concorrenti non si ferma più (era passato all'inizio dell'episodio davanti all'isola). Chris si rifiuta di aiutarlo e lo liquida appiccicandogli e facendogli esplodere una bomba. I Ratti arrivando per primi ottengono la baracca migliore, ma questa viene distrutta dal totem delle Larve, e Chris assegna la vittoria a quest'ultima. Staci è la prima eliminata, perché diceva troppe bugie riguardo ai propri parenti, non aiutando quasi mai la squadra. Prendendo il Marshmallow della Sconfitta Tossica, Staci perde tutti i capelli, per poi essere lanciata dalla Catapulta della Vergogna.
- Vincitori: Larve Mutanti
- Eliminazione: Staci
- Cameo: Tutti i vecchi concorrenti (Owen due volte)

## Il gioco della verità
- Titolo originale: Truth or Laser Shark

### Trama
La seconda puntata inizia con Scott che corre inseguito da un castoro lanoso perché cercava la statuina della testa in legno di Chris. Nella casetta delle Larve, Mike è alle prese con una delle sue personalità: l'anziano Chester. La prima sfida della giornata consiste nell'ammettere che le affermazioni di Chris sono vere. Durante il corso della sfida, si scopre che il vero nome di B è Beverly. La sfida viene però interrotta poiché i concorrenti non la gradiscono e Chris li manda a farsi fare un bagnetto con Zanna, uno squalo geneticamente modificato con mani e braccia che ha l'abilità di respirare fuori dall'acqua. Nella seconda parte della sfida, i concorrenti devono fare una staffetta portando con sé come testimone il proprio animale; i Ratti Tossici avranno un ratto spelacchiato, mentre le Larve Mutanti avranno una larva gigante. Nel frattempo si formano le prime coppie: Sam e Dakota, Mike e Zoey. All'inizio i Ratti si trovano in vantaggio, ma in seguito grazie a una delle molteplici personalità di Mike, Svetlana, le Larve si riportano in vantaggio e vincono la sfida grazie a Cameron, determinato a vincere per la propria squadra, e a Dakota, che si mostra ai paparazzi facendo perdere la sua squadra. I Ratti vanno di nuovo alla cerimonia del fuoco e tutti, tranne Sam, votano Dakota che, mentre sta per parlare, viene lanciata con la catapulta da Chris. Prima che si chiuda la puntata, Sam confessa che gli sarebbe piaciuto dichiararsi a Dakota per poi essere rifiutato durante il resto della stagione.
I concorrenti devono saltare su delle "palle dell'agonia rimbalzanti" e lanciarsi con una corda su un guantone da baseball. Questo ricorda il programma televisivo Wipeout.
- Vincitori: Larve Mutanti
- Eliminazioni: Dakota

## Il grande freddo
- Titolo originale: Ice Ice Baby

### Trama
La terza puntata inizia con i concorrenti che scappano dalla cucina di Chef, inseguiti da un topo mutante. Chris annuncia la prima parte della sfida: scalare la Montagna della Disfatta Incombente. I Ratti Tossici vincono grazie a B, che per Scott si sta rivelando una vera minaccia. Nella seconda parte, i concorrenti vengono muniti di un fortino di neve. Per poter vincere la sfida, i partecipanti dovranno o distruggere il fortino avversario o prendere la bandiera degli avversari e trasportarla nel proprio. I Ratti tossici, in quanto vincitori, possono scegliere quale fortino occupare: o una catapecchia nevosa oppure un bel gran forte rinforzato. Dirottati da Scott, il quale afferma di non fidarsi di Chris, i Ratti scelgono la catapecchia. La battaglia inizia: Scott, Dawn e B rimarranno a difendere il fortino, mentre Sam e Lightning tenteranno di prendere la bandiera avversaria. Intanto le Larve Mutanti si organizzano: Jo manda Brick e Zoey a prendere la bandiera dei ratti, usando Anne Maria come copertura per le palle di neve grazie alla sua testa laccata. Per i Ratti, B, invece, costruisce uno specchio per riflettere la luce sul fortino delle Larve. Vedendo che il proprio fortino si sta sciogliendo, Jo intima a Mike di trasformarsi in Svetlana, per prendere la bandiera senza problemi. Mike, prima recalcitrante, si vede costretto a trasformarsi, grazie all'aiuto di Cameron; ma raggiunto il fortino dei Ratti emerge una sua altra personalità: Vito, un bullo del quale Anne Maria si innamora. Grazie a lui le Larve vinceranno, mentre Scott saboterà lo specchio di B per farlo eliminare, accusandolo di sabotaggio e convincendo la squadra a mandarlo via dicendo cose false su di lui. Durante la cerimonia dei Marshmallow ritorna Dakota, dicendo che voleva ritornare nel gioco poiché non le importavano i soldi, ma solo la fama. Chris all'inizio non è d'accordo, ma poi il padre di Dakota lo chiama e gli offre una cifra talmente alta che convince il conduttore a far rientrare in gioco Dakota, ma solo come sua assistente.
- Vincitori: Larve Mutanti
- Eliminazioni: B

## Una notte di terrore
- Titolo originale: Finders Creepers

### Trama
La prova consiste nel trovare degli indizi in un bosco maledetto, in un cimitero per animali e nella grotta del Ragno Mutante, che alla fine si rivela essere Izzy. Jo prende il comando della squadra e Anne Maria flirta con Vito mentre cercano indizi al cimitero. Ciò fa rimanere male Zoey, innamorata di Mike, che nel frattempo è stata catturata dal ragno gigante insieme ad altri concorrenti che ora giacciono tutti su una ragnatela gigante. Brick svela di avere una grande paura per il buio e Cameron svela di essere più forte di quanto sembri, battendo il Ragno Mutante e salvando sia i compagni di squadra che gli altri, nonostante soffra di una grave forma di aracnofobia. Poi rivela anche che non aveva mai alzato la voce in vita sua. A vincere la sfida sono i Ratti grazie al fatto che Sam e Scott arrivano insieme al traguardo, mentre Brick arriva da solo; infatti la sfida prevedeva che la squadra perdente fosse quella che avrebbe perso il maggior numero di compagni. Durante l'eliminazione si vede Zoey a testa bassa che si rifiuta di guardare Mike mentre quest'ultimo è osservato da Anne Maria. Tuttavia non è Chef a dare i marshmallows: Izzy, travestita da indiana, lo sta usando come bersaglio. Brick, poiché non ha rispettato durante la prova il codice d'onore dei militari lasciando indietro i compagni, si autoelimina ma Chris lo fa rientrare in gioco però nella squadra avversaria, in modo tale che lui e Jo siano in squadre diverse. Per togliersi comunque la soddisfazione di eliminare qualcuno, Chris catapulta per la seconda volta Dakota, fornendole un salvagente.
- Vincitori: Ratti Tossici
- Cameo: Izzy

## Traditore in vista
- Titolo originale: Backstabbers Ahoy!

### Trama
I concorrenti della squadra dei Ratti dormono nella loro casetta, quando ad un certo punto suona la sveglia di Brick che sveglia la squadra. Appena esce, Lightning si accorge di non avere più proteine e Scott gli fa notare che potrebbe essere stato proprio Brick a rubargliele. A colazione, Chris annuncia ai concorrenti di iniziare a scappare prima che venga liberato il procione. I ragazzi non prendono sul serio l'avvertimento fino a quando si accorgono che il procione è gigantesco. Raggiunto il Molo della Vergogna, le due squadre, devono scegliere due persone per portare in superficie due paia di sci immersi sott'acqua. I due concorrenti che si offrono sono Brick e Jo, estremi rivali. Questa sfida viene vinta, grazie a Brick, dai Ratti tossici, che riesce a portare in superficie gli sci prima di Jo. La squadra dei Ratti Tossici, dopo una dimostrazione di Bridgette e Dakota, ottiene un motoscafo, mentre le Larve Mutanti ottengono un gommone malandato. La sfida successiva consiste nel suonare più campanelle possibili collocate sopra delle mine galleggianti. Alla fine Scott riesce a sabotare la squadra, colpendo "per errore" Sam. Tuttavia gli altri lanciano Lightning per bloccare Cameron, che stava per suonare l'ultima campana. La sfida, comunque, viene vinta dalle Larve Mutanti, ma Dawn capisce che Scott li aveva sabotati. Grazie alla strategia di quest'ultimo, che nasconde gli oggetti che aveva rubato nel sacco della ragazza, l'accusa di essere una ladra. Alla cerimonia di eliminazione è eliminata Dawn, che poi rivela a sorpresa che aveva trovato la "testa di Chris" e che quindi era immune. Purtroppo quella era solo una riproduzione, costruita da Scott. Dawn cerca di avvertire i suoi compagni di squadra dei continui sabotaggi di quest'ultimo, ma Chris fa prontamente chiudere nel sacco la ragazza e la fa catapultare.
- Vincitori: Larve Mutanti
- Eliminazioni: Dawn
- Cameo: Bridgette

## Modella in fuga
- Titolo originale: Runaway Model

### Trama
Le squadre devono vestire un animale a scelta che abita sull'isola e poi far votare i giudici; le Larve scelgono una larva e i Ratti scelgono lo Yeti. Prima della sfilata, Sam chiede a Dakota come poter vestire lo Yeti, dato che la ragazza è un'esperta di moda; quest'ultima consiglia di vestirlo a righe. Dopo aver vestito a forza il grosso scimmione, i Ratti Tossici riescono ad attirarlo sulla passerella al termine di una breve fuga, ma la prestazione non convince affatto Chris e gli altri due "giudici"; nel mentre, irrompe una folla di giornalisti, chiamati da Dakota per farsi fotografare, i quali però sono più interessati allo Yeti in passerella. A quel punto l'animale, innervosito dai flash e imbarazzato dalla maglia a righe orizzontali, balza giù dalla passerella e rapisce Lindsay, portandola sull'isola dei Teschi. La prima squadra che riuscirà a salvare Lindsay vincerà la puntata. Scott, con un grossolano espediente, riuscirà ad ingraziarsi Zoey. Inizialmente la squadra dei ragazzi pensa di vincere essendo fisicamente più forte, ma lo Yeti, arrampicatosi con Lindsay su di una rupe, lancerà addosso ai giocatori dei barili di legno. Sam, in piena astinenza da videogiochi, immagina di essere in uno di questi e riesce a schivare tutti i barili arrivando in cima, ma perde all'ultimo minuto la sfida. Jo, mal truccata da Mike-Chester e intenzionata a far vincere la squadra, fa ridere lo scimmione, cosa che la fa decisamente arrabbiare, e lo manda KO facendolo precipitare addosso al povero Sam, e dunque vincendo la sfida. Jo, poi si infuria ulteriormente e inizia a lanciare barili su un atterrito Mike, che è incosciente di ciò che ha fatto la sua personalità più anziana. Alla fine, verrà eliminato Sam per aver messo allo Yeti la maglia a righe orizzontali, invece che verticali come intendeva Dakota, e quindi di essere il colpevole del rapimento di Lindsay. Sulla catapulta, Dakota gli dà un foglietto con il suo numero di cellulare, ma Sam lo perde proprio nell'attimo del lancio. Intanto, Jo e Scott si scambiano di squadra.
- Vincitori: Larve Mutanti
- Eliminazioni: Sam
- Cameo: Lindsay

## La miniera delle terribili scorie
- Titolo originale: A Mine is a Terrible Thing to Waste

### Trama
Le squadre devono cercare in una miniera delle statuette entro mezz'ora, altrimenti moriranno in un'esplosione. Le uniche fonti di luce disponibili sono delle lucciole per i Ratti Tossici e delle torce per le Larve Mutanti. Al braccio, ogni concorrente possiede un bracciale che, in base al colore, indica i minuti di vita restanti. Brick e Jo sono nuovamente nella stessa squadra. Quando perdono le lucciole nella miniera, Brick, per la paura del buio, si ferma mentre Jo e Lightning proseguono. Le Larve Mutanti prendono la strada con i treni della miniera, anche se questi si dividono e la squadra finisce in acqua. Anne Maria si perde perché una specie di animale la prende e la porta sott'acqua. Intanto si scopre la nuova personalità di Mike, Manitoba Smith, una guida dall'accento straniero. Anne Maria finisce da Ezekiel, che gli mostra le sue cianfrusaglie più la valigia con i soldi di A tutto reality - Il tour; poi Ezekiel mostra un diamante ad Anne Maria, che lo considera vero e lo prende. Cameron e Mike fanno amicizia, dopo che quest'ultimo viene salvato dall'altro membro della squadra. Brick prende per primo il Chris d'oro, ma vedendo Zoey, Mike e Cameron attaccati da una marmotta mutante, decide di aiutarli prima di tornare fuori dalla miniera. La squadra perdente così è quella dei Ratti tossici. Alla fine si scopre che nella miniera Chris aveva lasciato scorie tossiche allo smaltimento, e aveva voluto usare la scusa della sfida per farla saltare per aria, in modo tale da sfuggire dalle grinfie della Polizia Internazionale. All'eliminazione, il marshmallow tossico lo riceve Brick. Poi Anne Maria decide di lasciare anche lei lo show perché ha già il diamante e non gli importa più del milione di dollari. Chris le dice però che non era un vero diamante ma un falso. Lei cambia idea, ma viene catapultata lo stesso. Dakota rientra in gioco a fine puntata per sostituirla.
- Vincitori: Larve Mutanti
- Eliminazioni: Brick e Anne Maria (autoeliminata)
- Cameo: Ezekiel

## Il tesoro del dottor MacLean
- Titolo originale: The Treasure Island of Dr. Maclean

### Trama
Dopo essere stati addormentati, i concorrenti si ritrovano al largo a bordo di alcune zattere "PLUS". La prima sfida consiste nel ritornare per primi sull'isola per ottenere un vantaggio per la seconda sfida. Nella squadra delle Larve, Cameron ha ormai decodificato come si manifestano le personalità di Mike e cerca di controllarle, mentre Dakota cerca di fare amicizia con Zoey. Ma Dakota ha un altro problema molto più grave: a causa della precedente esposizione ai rifiuti tossici comincia a diventare una mostruosa creatura mutante. Appena scopre ciò, Dakota decide di vendicarsi di Chris. Grazie a Cameron, che sfrutta l'attacco di un grande calamaro contro la loro zattera, le Larve arrivano prima mentre Jo e Lightining arrivano dopo e ricevono come penalità delle cinture pesanti da portare addosso per il resto della sfida. La seconda parte della sfida consiste nel trovare Gwen che è stata seppellita sotto terra in un punto imprecisato, insieme a un addormentato Sam; alle Larve viene data una bussola e una mappa. Per avere la fiducia di Zoey, Scott la prende da parte e le confessa di aver trovato la statuetta di Chris che dà l'immunità, e le mette in testa dei sospetti sul comportamento strano di Mike e Cameron. Dopo aver superato una palude grazie a Dakota, che affronta un grosso alligatore mutante, la mappa si rompe e Scott ruba la bussola facendo arrivare la squadra sul posto sbagliato. Sono così i Ratti a vincere la sfida, dopo aver trovato le chiavi per liberarsi dalle cinture. Alla cerimonia di eliminazione, Scott viene votato da Mike, Cameron, e forse anche da Dakota. Fatto sta che viene eliminato, ma lui si salva mostrando la statuetta di Chris che dà l'immunità. Viene così eliminata Dakota, votata da Zoey perché preoccupata che le potesse far male nel suo aspetto attuale. Dakota può comunque consolarsi col fatto che Sam ammette di amarla anche in quello stato e i due vengono catapultati insieme mentre si baciano.
- Vincitori: Ratti Tossici
- Eliminazioni: Dakota
- Cameo: Gwen e Sam

## Bersagli e Go-Kart
- Titolo originale: Grand Chef Auto

### Trama
Chris decide di sciogliere le squadre e distrugge la casetta delle Larve facendo cadere un blocco gigante di pietra, scarto della statua di Chrismore. La prima sfida consiste nel trovare nella cucina di chef Hatchet, le chiavi dei suoi vecchi go-kart e Duncan dovrà fare la dimostrazione della sfida, ma riesce a scappare. Scott, ora che conosce il segreto di Mike, lo ricatta costringendolo ad aiutarlo nella prima sfida, invece di aiutare Zoey. Dopo aver trovato tutte le chiavi, la seconda parte della sfida consiste nel riuscire a prendere le macchine di Chef, che usa degli scoiattoli mutanti per difesa. Dopo aver preso le macchine bisogna fare dei graffiti su un albero, su una roccia e infine sulla faccia più alta di un totem; il primo che arriva vince l'immunità e avrà la possibilità di eliminare un concorrente a sua scelta. Jo e Lightining vengono catturati da Chef e devono liberarsi dalla prigione, con a guardia Zanna, prima di raggiungere gli altri. Scott, dopo che Mike si è rifiutato di aiutarlo, gli strappa la maglietta facendolo diventare Vito in modo da ottenere il suo aiuto. Ma dopo essere arrivati sul monte Chrismore, Scott gli dà una mazzata in testa per farlo svenire. In stato di incoscienza, Mike ha una sorta di battaglia con le sue personalità finché non sente la voce di Zoey che gli dà la forza di batterle e svegliarsi liberandosi di loro. Mike, appena sveglio, confessa a Zoey il suo disturbo di personalità multipla e la ragazza, al contrario delle aspettative di Mike, lo accetta. Alla fine il primo che ha segnato il graffito sull'ultimo bersaglio vinceva. Alla cerimonia di eliminazione, Scott decide di eliminare Mike. Prima di andare a casa Mike da a Zoey una catenina con la sua foto e mentre si stanno per baciare, viene buttato dalla catapulta, sotto il grande disappunto di Zoey.
- Vincitori: Scott
- Eliminazioni: Mike
- Cameo: Duncan

## Sfida in mongolfiera
- Titolo originale: Up, Up and Away in My Pitiful Balloon

### Trama
Prima della sigla iniziale, Chris fa catapultare una sua assistente. Lo squalo Zanna riesce a catturare Scott, tuttavia viene distratto dall'ombra di un dirigibile Zeppelin e Scott scappa. Al campo Chris annuncia che la sfida sarà una corsa tra mezzi volanti che dovranno sfrecciare in mezzo a dei cerchi di fuoco e costringe Heather, in veste di assistente, a fare una dimostrazione con uno zaino razzo. Zoey decide di andarsene, ma Chris le fa cambiare idea mostrandole il milione di dollari. I 5 concorrenti si recano in una discarica dove dovranno costruire una macchina volante ciascuno dopo aver pescato il tipo di macchina da realizzare: a Jo è capitato un pallone aerostatico, Lightning un elicottero, Cameron un razzo, Zoey un aereo e Scott un uccello. Il primo che finisce riceverà come vantaggio una macchina per creare il fumo. Jo obbliga Cameron ad aiutarla nella sfida costruendole il mezzo e ordinandogli dopo di far cadere un cumulo di rifiuti su Lightning, ma Cameron invece comincia a costruire il razzo e vince. Intanto Heather butta giù Chris e Chef dal dirigibile per rubare il premio e tentare di scappare. Chris finisce sulla discarica e quindi decide di cancellare la gara annunciando che il nuovo obiettivo è fermare Heather. Ai concorrenti vengono forniti uova di capra mutanti sputa-fuoco attirando però le ire di queste ultime. Zoey precipita dall'aereo, ma riesce a catturare una capra volante sputafuoco e ad addomesticarla, con la quale scioglie le ali di Scott e lo fa precipitare in acqua addosso a Zanna. Cameron intanto, incoraggiato da Lightning che gli mostra come Jo lo stia sfruttando, si ribella alla ragazza facendo esplodere il suo mezzo. Lightning riesce a salire sul dirigibile ma Heather lo stordisce colpendolo in testa con la valigetta. Inavvertitamente Cameron si schianta sul dirigibile con il razzo facendolo precipitare in mare e vincendo così la sfida. Alla cerimonia di eliminazione Chris annuncia che ad andarsene è Jo, con 2 voti. Prima di essere eliminata dice a Cameron che è stato astuto e riesce a rivelare a Lightning di essere una ragazza.
- Vincitori: Cameron
- Eliminazioni: Jo
- Cameo: Heather

## Mangia, vomita e non ti fidare!
- Titolo originale: Eat, Puke and Be Wary

### Trama
L'episodio inizia con Cameron che propone a Zoey un'alleanza per eliminare Scott. Questi però propone di nascosto a Zoey di eliminare Lightning perché, indipendentemente dai loro rapporti, è il concorrente più forte. Lightning da parte sua, invece, non mostra alcun interesse per le alleanze, ignorando le proposte dei compagni. Arrivati alla sfida, Chris vuole far eseguire ai concorrenti una sfida più rilassante, ma finisce in una delle trappole di Scott rimanendo bloccato nella latrina e dando, furioso, la gestione della sfida a Chef. Questi decreta che la prima sfida sarà una gara di cucina: i 4 dovranno cucinare un piatto che sarà poi fatto assaggiare a DJ, ospite dell'episodio. Ma i quattro preparano dei piatti disgustosi e DJ scappa via, quindi Chef costringe i concorrenti a mangiare i loro stessi piatti e chi finisce prima senza vomitare, vince. Scott dopo aver cambiato il suo piatto con quello di Cameron, vince la sfida. La seconda parte consiste in una caccia dove i concorrenti dovranno scappare da Chef, che li inseguirà con un bazooka spara-spaghetti piccanti, e raggiungere una bandiera oltre il bosco; chi la tocca per primo vince l'immunità. A parte Scott, agli altri viene messo un collare di rilevamento che dà la scossa se si cerca di toglierlo. Cameron, dopo aver fatto un patto con Lightning, riesce a toglierli col suo ingegno e li applica sulla coda di un procione gigante. Zoey, invece, viene raggiunta da Chef che la colpisce, facendola precipitare in un burrone e rompendole così il medaglione regalatole da Mike. Questo fa imbestialire la ragazza, che diventa una sorta di Rambo al femminile, e poi costruisce una serie di trappole con cui dà battaglia a Chef. Questi, convinto di aver trovato Cameron e Lightning, spara, ma non si accorge di aver sbagliato bersaglio, perché infatti compare il procione gigante con i rilevatori sulla coda che si vendica subito su Chef. Scott, intanto, arriva vicino alla bandiera senza intoppi, fino a quando gli compare davanti Zanna, che però casca in una delle trappole di Zoey. Quest'ultima arriva e, nel corso della colluttazione con Chef, una delle sue trappole colpisce in pieno Scott. Al traguardo arriva anche Lightning, che aveva lasciato Cameron da solo nel bosco venendo meno al patto, convinto di aver vinto. Questi però non si era accorto che Cameron era sulle sue spalle. Cameron tocca l'asta per primo, vincendo sia la sfida sia l'immunità. Alla cerimonia Scott viene eliminato dai voti di Zoey e Lightning, ma, prima di essere catapultato, si presenta Chris che si vendica per la trappola facendolo accompagnare nel lancio da Zanna che si riprende il suo dente.
- Vincitori: Cameron
- Eliminazioni: Scott
- Cameo: DJ

## La foresta degli animali mutanti
- Titolo originale: The Enchanted Franken-Forest

### Trama
Cameron è preoccupato dato che Lightning è seriamente intenzionato a fargliela pagare per avergli rubato la vittoria nell'episodio precedente. Cerca così di stabilire un'alleanza con Zoey, che intanto è ancora nello stesso stato da ragazza d'azione e dice a Cameron di affrontare le proprie paure. Chris porta i tre dentro una foresta piena di piante mutanti dicendo loro che la sfida sarà recuperare un particolare fiore strappandolo da un'enorme pianta carnivora mutante; chi lo prende e lo porta al traguardo decide chi portarsi in finale. Bisognerà evitare le buche piene di scorie: Chris ne dà un ottimo esempio con l'assistente Josh, che cade nelle scorie e diventa un mostro. Chris consegna la mappa dove si trova Larry ai tre concorrenti dividendoli in tre pezzi. Lightning decide però di andare da solo andando a litigare con una grossa mosca mutante. Nel frattempo Zoey è un po' seccata dal fatto di dover proteggere in continuazione Cameron dai pericoli della foresta, tra cui buche che spuntano all'improvviso e piante sputafuoco. Quando Lightning perde il pezzo di mappa, Zoey cerca di recuperarlo ma finisce in una delle buche così che Lightning prende tutti i pezzi mentre Cameron è alle prese con la mosca mutante. Cameron e Zoey cominciano a non fidarsi più l'uno dell'altro mentre Lightning, pur con la mappa intera, gira per tutta l'isola. Per un brevissimo lasso di tempo compare Ezekiel, che è riuscito ad uscire dalla miniera ma per colpa di Lightning ricade giù. I primi due arrivano così alla palude dove si trova Larry seguiti poco dopo da Lightning. Il fiore si trova proprio nella bocca della pianta che ingoia e risputa Lightning non appena prova a prenderlo. Zoey cerca di calare Cameron con una fune per prendere il fiore, ma la corda si spezza e in più Lightning tira un calcio a Cameron e riesce a prendere il fiore. Larry però comincia a inseguirlo muovendosi sulle radici e Zoey ne approfitta per rubare il fiore. Cameron però viene catturato da Larry e Zoey, ricordando che cercava degli amici e i momenti passati con Mike e Cameron, mette da parte la gara e la sua aggressività e va a soccorrere il compagno. Lightning così prende il fiore e vince la sfida. Alla cerimonia di eliminazione, Cameron è pronto ad essere eliminato chiedendo scusa a Zoey (tornata del tutto normale) per aver dubitato di lei, ma, a sorpresa, Lightning elimina Zoey perché sarebbe stata un'avversaria difficile da affrontare, mentre così potrà comunque distruggere Cameron in finale.
- Vincitori: Lightning
- Eliminazioni: Zoey

## Il gran finale!
- Titolo originale: Brain vs. Brawn: The Ultimate Showdown

### Trama
È arrivato il giorno dello scontro finale per Cameron e Lightning, e Chris conduce i due concorrenti (dopo averli fatti parlare brevemente con i loro genitori) in un'arena appositamente allestita: il "Chrisseo", in cui avrà luogo la sfida definitiva che decreterà il vincitore della quarta edizione del reality. Ad assistere alla battaglia sono presenti anche gli altri concorrenti eliminati; viene mostrato che Mike e Zoey sono una coppia, Dakota è ancora un mostro, Staci è ancora calva nonostante qualche capello ricresciuto, mentre Scott è stato ridotto allo stato vegetativo. Gli eliminati dovranno scegliere il finalista da sostenere. Il combattimento finale dovrà essere svolto dai due contendenti utilizzando rifiuti e altro ciarpame che sono stati ammassati nel campo di gara per costruirsi un'armatura. Trattandosi apparentemente di una sfida "fisica", Cameron sembra essere sfavorito, ma grazie alla sua strabiliante intelligenza elabora la costruzione di un'armatura ultra-tecnologica prima che Lightning riesca ad annientarlo definitivamente. Inoltre Chris fa entrare una alla volta diverse creature mutanti, apparse nel corso della stagione, per rendere la sfida più interessante; esse attaccano i due concorrenti che si liberano di loro a fatica fin quando il telecomando di Chris viene mandato in tilt da un colpo di Cameron facendole entrare tutte in una volta. Le creature, fuori controllo, arrivano così ad attaccare anche gli altri concorrenti tra la platea; fra esse vi compare anche Ezekiel, che mostra di avere ancora una cotta per Anne Maria. Cameron decide però di mettere da parte la sfida per aiutare i compagni, colpendo prima Ezekiel e poi la pianta Larry salvandoli, ma in tal modo la sua armatura perde energia rimanendo alla mercé di Lightning. Cameron si rende conto, perciò, che gli resta un'unica soluzione: genera una potente esplosione elettromagnetica tramite un'inversione di polarità, trasformando Lightning in un magnete umano che viene investito da diversi oggetti metallici, tra cui dei barili di scorie radioattive, per poi essere colpito da un fulmine e cadere. Dopodiché Cameron gli cade addosso. Cameron viene designato da Chris come vincitore di "A Tutto Reality: La Vendetta Dell'Isola" ed è portato in trionfo dagli altri concorrenti. Al Molo della Vergogna, Chris consegna nelle mani di Cameron anche la valigetta con il milione di dollari; il ragazzo decide di usare il milione di dollari per i suoi compagni. Tutti, tranne Chris, vengono quindi imbarcati su di un motoscafo, pilotato da Chef, per essere riportati sulla terraferma; il dispettoso conduttore, però, ha intenzione di far esplodere l'imbarcazione come "sorpresa" finale. Preme il pulsante, ma viene scaraventato in aria, poiché l'esplosione avviene sul molo; si scopre che è stata tutta opera di Chef. Infine, sopraggiungono gli agenti del Dipartimento Protezione Naturale canadese che arrestano Chris con l'accusa di procurata catastrofe ecologica, mettendo lui e l'isola in quarantena.
Nel finale alternativo è Cameron il primo a cadere per terra a causa della pesantezza dell'armatura e Lightning gli cade sopra vincendo con molto disarmo degli altri concorrenti (tranne Jo che era l'unica che l'incoraggiava perché sperava gli desse una parte del premio). Al molo Lightning riceve il milione dicendo che lo userà per costruirsi uno stadio da football personale anche se a causa dei danni subiti non si sa se potrà giocare (infatti sviene); tutti se ne vanno sul motoscafo e il resto segue l'arresto di Chris. Quest'ultimo finale è stato trasmesso solo negli Stati Uniti d'America.
- Vincitori: Cameron (Lightning nel finale alternativo)
- Eliminazioni: Lightning
- Premio: $1.000.000
- Cameo: Ezekiel